# 路易莎縣 (愛阿華州)
路易莎縣（英語：Louisa County）是美國愛阿華州東南部的一個縣，東隔密西西比河與伊利諾伊州相望。面積1,208平方公里。根據美國2000年人口普查，共有人口12,183人。縣治瓦佩洛 (Wapello)。
成立於1836年12月7日。縣名可能來自維吉尼亞州同名的縣或紀念當地一位在縣成立前不久為其兄殺兇報仇的女拓荒者路易莎·梅西 （Louisa Massey）。